# Савельєв Євграф Петрович
Євгра́ф Петро́вич Саве́льєв (рос. Евгра́ф Петро́вич Саве́льев; нар. 18 грудня 1860, станиця Константинівська — бл. 1927, Новочеркаськ) — історик-аматор, народний учитель, поет, журналіст. Один з перших ідеологів донського національного руху.

## Біографія
Культурно-національний рух серед освічених верств донського козацтва зародився лише на початку XX століття. Саме в цей час з'явилися на Дону перші письменники та культурні діячі, які пропагували національну окремішність донців від решти росіян, оголошували про те, що донське козацтво не лише окремий стан російської держави, а й окрема нація, що своєю ментальністю, культурою та навіть мовою сильно відрізняється від російського народу. До самої епохи революційних потрясінь 1917 року ці донські самостійники мало були відомі у Москві та Петербурзі, але на Дону були досить знані серед козачої інтелігенції.
Народилася на Дону і своя історична наука. Її апологетом став учитель народних шкіл, а згодом канцелярський чиновник Євграф Савельєв. Не здобувши належної освіти (закінчив лише учительську семінарію) та погано знаючись в історичних фактах, Савельєв у своїх напівбелетристичних, напівнаукових працях багато фантазував, без сорому вигадував нових історичних персонажів та нові історичні події, але тим не менш користувався значною популярністю у рідному середовищі, адже його героїзація минувшини донського козацтва була до смаку новій донській інтелігенції, якій так не вистачало міцного національного стрижня для власної самоідентифікації.
Публікувався Савельєв лише в місцевих донських виданнях. Головною метою його історичних праць було показати, що донські козаки мають дуже мало спільного з іншими росіянами. Намагаючись як можна більше віддалити донців від росіян, Савельєв постійно натякав, що в формуванні донського козацтва вирішальну роль відігравали татари та різні кавказькі народи (насамперед адиги), та що донські козаки всю свою історію були ізольованим станом, і біглих російських кріпаків до свого товариства не приймали (як про це писали найбільші російські історики, спираючись на документи XVI—XVII ст.ст.). Корінням своїм козаки, за Савельєвим, сягали у сиву давнину, та існували вже за часів Хозарської держави, Тмутараканського князівства і половців (від яких він козаків і виводив). Свою нелюбов до росіян Савельєв переносив і на все слов'янство, у тому числі й на українців, яких відрізняв від запорожців (теж нащадків половців). Поєднати свої теорії з реальними фактами того, що мовою донських козаків є російська мова, а запорожців — українська, Савельєв так і не спромігся, але породив після років радянського забуття цілу плеяду новітніх донських «істориків», які уперто, з піною у роті доводять тепер усім, що донці не росіяни, а запорожці і кубанці — не українці.
Популярність Євграфа Савельєва серед новочеркаської інтелігенції нарешті досягла такого рівня, що на нього звернули увагу і поліцейські органи Російської імперії. «Донська літературна збірка», яку видав у світ Савельєв з однодумцями, була визнана владою сепаративною, і її авторів заарештовано. «Справа донських літераторів» точилася у суді з 1911-го по 1912 рік, підсудні були визнані винними, але з ув'язнення Савельєв вийшов уже у 1913 році. Він ще писав свої праці з історії донського козацтва, але буремна епоха війни та революції назавжди перевернула його життя. Невідомо навіть коли він помер — здається у 1927 році, а праці його на батьківщині були забуті на довгі 80 років.